# Система верхнего привода
Система Верхнего Привода (СВП) — важный элемент буровой установки, который представляет собой подвижный вращатель, совмещающий функции вертлюга и ротора, оснащённый комплексом средств для работы с бурильными трубами при выполнении спуско-подъёмных операций. СВП предназначена для быстрой и безаварийной проводки вертикальных, наклонно-направленных и горизонтальных скважин при бурении.

## Устройство
Подвижная часть системы верхнего привода состоит из вертлюга-редуктора, подвешенного на штропах на траверсе талевого блока.
На верхней крышке вертлюга-редуктора предусмотрен взрывозащищённый электродвигатель постоянного тока. Один конец вала электродвигателя посредством эластичной муфты присоединён к быстроходному валу редуктора. На противоположном конце - диско-колодочный тормоз. К корпусу вертлюга-редуктора крепится рама, через неё блоком роликов передаётся крутящий момент на направляющие и с них - на вышку. Между талевым блоком и вертлюгом-редуктором установлена система разгрузки резьбы, она обеспечивает автоматический вывод резьбовой части ниппеля замка бурильной трубы из муфты при развинчивании и ход ниппеля при свинчивании замка. Повреждение резьбы при этом исключается.
Трубный манипулятор под действием зубчатой пары с приводом от гидромотора может поворачивать элеватор в любую необходимую сторону: на мостки, на шурф для наращивания и т. д.
Трубный зажим нужен для захвата и удержания от вращения верхней муфты трубы во время свинчивания/развинчивания с ней ствола вертлюга.
Между ниппелем и стволом вертлюга навернут ручной шаровой кран для неоперативного перекрытия внутреннего отверстия ствола вертлюга. Для оперативного перекрытия отверстия ствола вертлюга перед отводом установлен внутренний превентор (двойной шаровой кран), который также служит для удержания остатков промывочной жидкости после отвинчивания бурильной колонны.
Вертлюжная головка служит для передачи рабочей жидкости с невращающейся части СВП на вращающуюся часть и позволяет не отсоединять гидравлические линии, когда трубный манипулятор вращается с бурильной колонной при бурении, при проработке скважины или позиционировании механизма отклонения штропов элеватора.
Система отклонения штропов предназначена для отвода/подвода элеватора к центру скважины. Система отклонения штропов представляет собой штропы, подвешенные на боковых рогах траверсы. К штропам крепятся гидроцилиндры отклонения штропов.

## Функции
- Вращение бурильной колонны с регулированием частоты при бурении, проработке и расширении ствола скважины, при подъёме/спуске бурильной колонны.
- Торможение бурильной колонны и её удержание в заданном положении.
- Обеспечение проведения спуско-подъёмных операций в том числе:
  - наращивание/разборка бурильной колонны свечами и одиночными трубами;
  - свинчивание/развинчивание бурильных труб, докрепление/раскрепление резьбовых соединений переводников и шаровых кранов;
  - подача бурильных труб к стволу/удаление от ствола вертлюга.
- Проведение операций по спуску обсадных колонн в скважину.
- Промывка скважины и одновременное проворачивание бурильной колонны.
- Задание и обеспечение величин крутящего момента и частоты вращения, их измерение и вывод показаний на дисплей шкафа управления, выносной дисплей, пульт управления и на станцию геолого-технических исследований.
- Дистанционное управление.
- Герметизация внутритрубного пространства шаровыми кранами.

## Преимущества СВП
- экономия времени в процессе наращивания труб при бурении;
- уменьшение вероятности прихватов бурового инструмента;
- расширение/проработка ствола скважины при спуске и подъёме инструмента;
- повышение точности проводки скважин при направленном бурении;
- повышение безопасности буровой бригады;
- снижение вероятности выброса флюида из скважины через бурильную колонну;
- облегчение спуска обсадных труб в зонах осложнений за счёт вращения и промывки;
- повышение качества керна.

## Производители
- National Oilwell Varco
- STREICHER
- TESCO
- Canrig
- Bentec
- GDS
- JH-Цзинхун
- ПромТехИнвест
- Уралмаш
- Электромеханика
- Herrenknecht
- Warrior

## История СВП
Первый верхний привод был разработан и произведён компанией Varco International (ныне National Oilwell Varco). Модель TDS-1 была пущена в эксплуатацию 1 апреля 1982 года на буровой установке Sedco 201 в Арабском заливе.
К 1996 году способ бурения верхним приводом стал основным методом бурения морских скважин. Также очевидно, что значительная часть скважин на суше сейчас бурится с применением СВП.
Для продвижения СВП на новые рынки по всему миру компанией Maritime Hydraulics была разработана портативная СВП. Для малогабаритных скважин («slim-hole») разработана портативная СВП, обеспечивающий высокоскоростное (600 об./мин.) бурение.
В начале 2000-х годов в России стали предприниматься попытки создания СВП. В 2003 году петербургская промышленная группа в составе ПромТехИнвест и ОАО «Электромеханика» выпустила первый в России верхний привод, также выпускаются СВП компанией ООО «Уралмаш НГО Холдинг».